# Miguel Cândido da Trindade
Miguel Cândido da Trindade (Buenos Aires, 29 de maio de 1825 — Cachoeira do Sul, 20 de fevereiro de 1899) foi um político brasileiro. 
Filho dos cantores líricos Gaetano Ricciolini e Isabel Rubio Ricciolini (que atuavam na Argentina à época de seu nascimento), Miguel Cândido da Trindade radicou-se no Rio Grande do Sul pouco após o término da Guerra dos Farrapos. Oficial da Guarda Nacional e liderança do Partido Liberal, foi o primeiro Presidente da Câmara de Cachoeira do Sul (função hoje equivalente à de Prefeito) após a elevação da localidade à categoria de cidade. Casou-se em 1854 com Josefina Leopoldina da Fontoura, filha do líder farroupilha Antônio Vicente da Fontoura. A Rua Miguel Cândido Trindade, no centro de Cachoeira do Sul, recebe seu nome.